# Glyceria borealis
Glyceria borealis är en gräsart som först beskrevs av George Valentine Nash, och fick sitt nu gällande namn av Batch. Glyceria borealis ingår i släktet glycerior, och familjen gräs. Inga underarter finns listade i Catalogue of Life.

## Bildgalleri

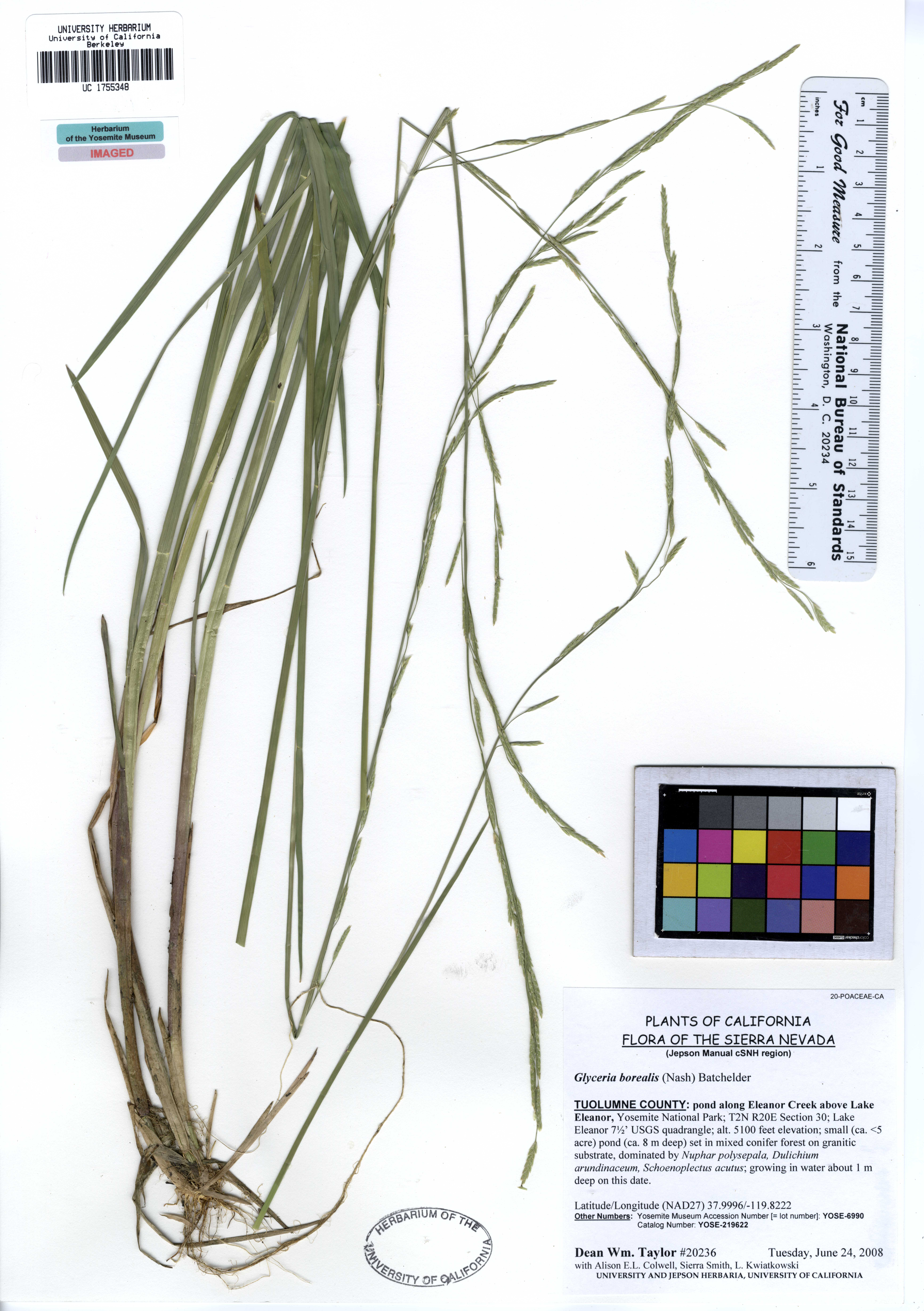